# Jüdischer Friedhof (Kretinga)
Koordinaten: 55° 53′ 1″ N, 21° 14′ 13,9″ O

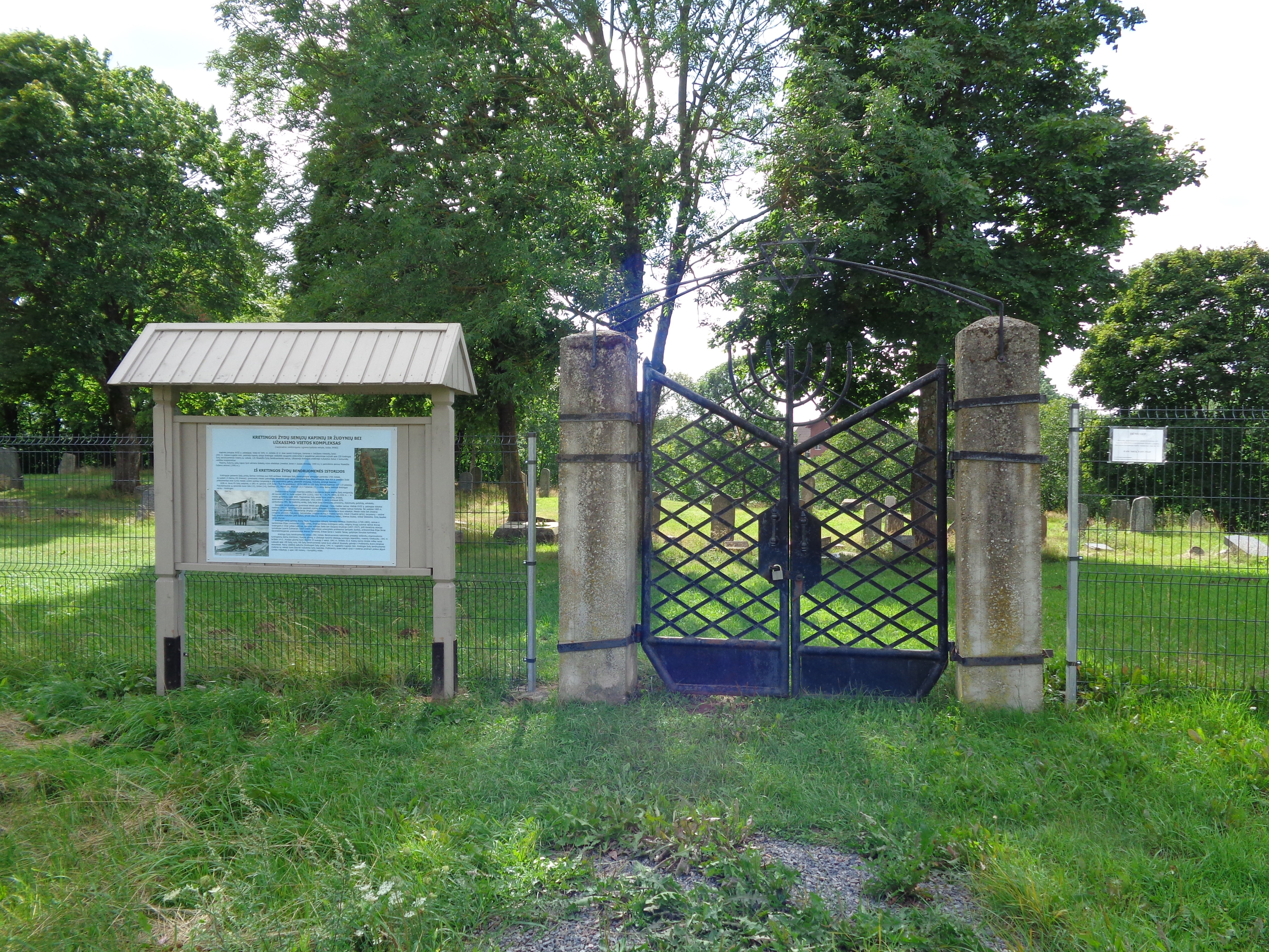
Jüdischer Friedhof Kretinga (2018)

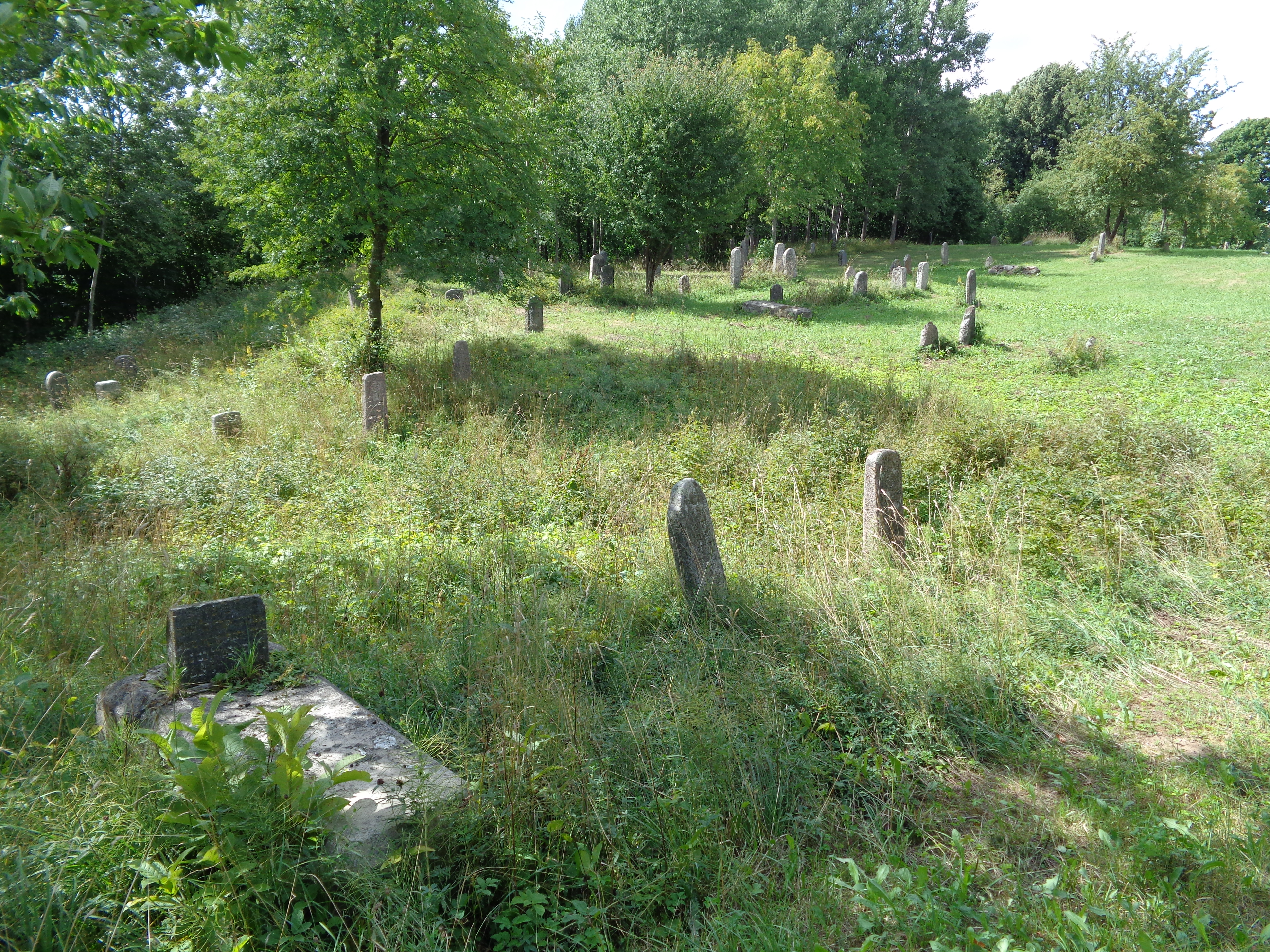
Jüdischer Friedhof Kretinga (August 2018)

Der jüdische Friedhof Kretinga liegt in der Stadt Kretinga (deutsch: Crottingen, auch: Krottingen, Krettingen) im Bezirk Klaipėda im Westen Litauens. Der jüdische Friedhof befindet sich in der Stadt unweit der westlich fließenden Akmena.